# John Michael D'Arcy
Pour les articles homonymes, voir D'Arcy.
John Michael D'Arcy, né le 18 août 1932 à Brighton et mort le 3 février 2013 à Fort Wayne (Indiana), est un prélat catholique américain.

## Biographie
John Michael D'Arcy suit ses études au Saint John's Seminary (Massachusetts). Il est ordonné prêtre en 1957. En 1980, il est nommé évêque auxiliaire de Boston et évêque titulaire de Mediana (de). John Michael D'Arcy est nommé évêque de Fort Wayne-South Bend en 1985 et il prend sa retraite en 2009, atteint par la limite d'âge.